# Guillermo Da Re
Guillermo Da Re (Milán, 1867-?) fue un pintor italiano que desarrolló gran parte de su carrera en Paraguay y Argentina. Se especializó en la pintura histórica, representando momentos clave de la independencia de ambos países. Su obra más famosa, 14 y 15 de mayo de 1811, es un ícono de la independencia paraguaya y ha generado controversias sobre su fidelidad histórica.

## Labor pictórica en Argentina
El Estado nacional argentino, consolidado después de 1880, debió forjar en la conciencia social aluvional, valores culturales que relacionasen a la nueva sociedad criollo-inmigratoria con el pasado de las luchas independentistas que habían forjado a la nación, a fin de formar y consolidar en la conciencia social un arquetipo de nacionalidad. La revolución de mayo y las guerras de independencia se volvieron un pasado épico que debía, y merecía ser evocado de muchas maneras, y especialmente en la pintura. 
La pasión por los temas históricos impulsó al pintor italiano Guillermo Da Re a una paciente búsqueda testimonial para documentar sus obras. Por eso, para realizar su bosquejo de “La Independencia Argentina” decidió viajar a Tucumán para estudiar la atmósfera y el ambiente en que vivieron los hombres que participaron en el congreso de 1816. Siendo el primer artista que se dedicó en Argentina a la pintura histórica, también integró en su bosquejo de la jura de la independencia en Tucumán, los consejos del General Bartolomé Mitre, del Dr. Tobal y del Dr. Angel Justiniano Carranza. 
A principios del siglo XX, era conocido especialmente por su cuadro “El Parque en la Revolución del 90”, pero al organizar su exposición de 64 pinturas en el Salón Costa de Buenos Aires, en 1907, la prensa destacaba aclamándolo su gran cuadro sobre “La independencia del Paraguay”, representando el momento en que los revolucionarios paraguayos intimaron la rendición del mando al gobernador español Bernardo de Velasco entre la noche y madrugada del 14 y 15 de mayo de 1811, dando inicio a la caída de la dominación española en ese país. Este cuadro era alabado por su técnica, sobresaliendo el uso de contraste de luces y sombras, siendo considerado sorprendente el efecto de la luz, al ser una visión nocturna de la situación.
Con motivo del Centenario de la Independencia Argentina, cupo al creador y primer director del Museo Histórico Nacional, Adolfo P. Carranza, la labor de asesorar históricamente a artistas, pintores y escultores, en cuanto a los temas y al abordaje de sucesos históricos relevantes y fundadores, entre ellos, a Guillermo Da Re, autor de dos bocetos sumamente interesantes sobre la revolución de mayo de 1810: “La noche del 20 de mayo en casa de Rodríguez Peña” y “La Jura de la Junta Gubernativa el 25 de mayo de 1810”. Estos bocetos nunca fueron transformados en cuadros importantes, aunque fueran encargados por el director Carranza con motivo del Centenario, e incluso aconsejados por él personalmente, como anota en su diario personal, basándose en las memorias de Nicolás Rodríguez Peña en uno, y en el Acta del Cabildo Abierto del 25 de mayo de 1810 en el otro. Ninguno de los dos bocetos fue pasado a óleo.

## Labor polémica en Paraguay

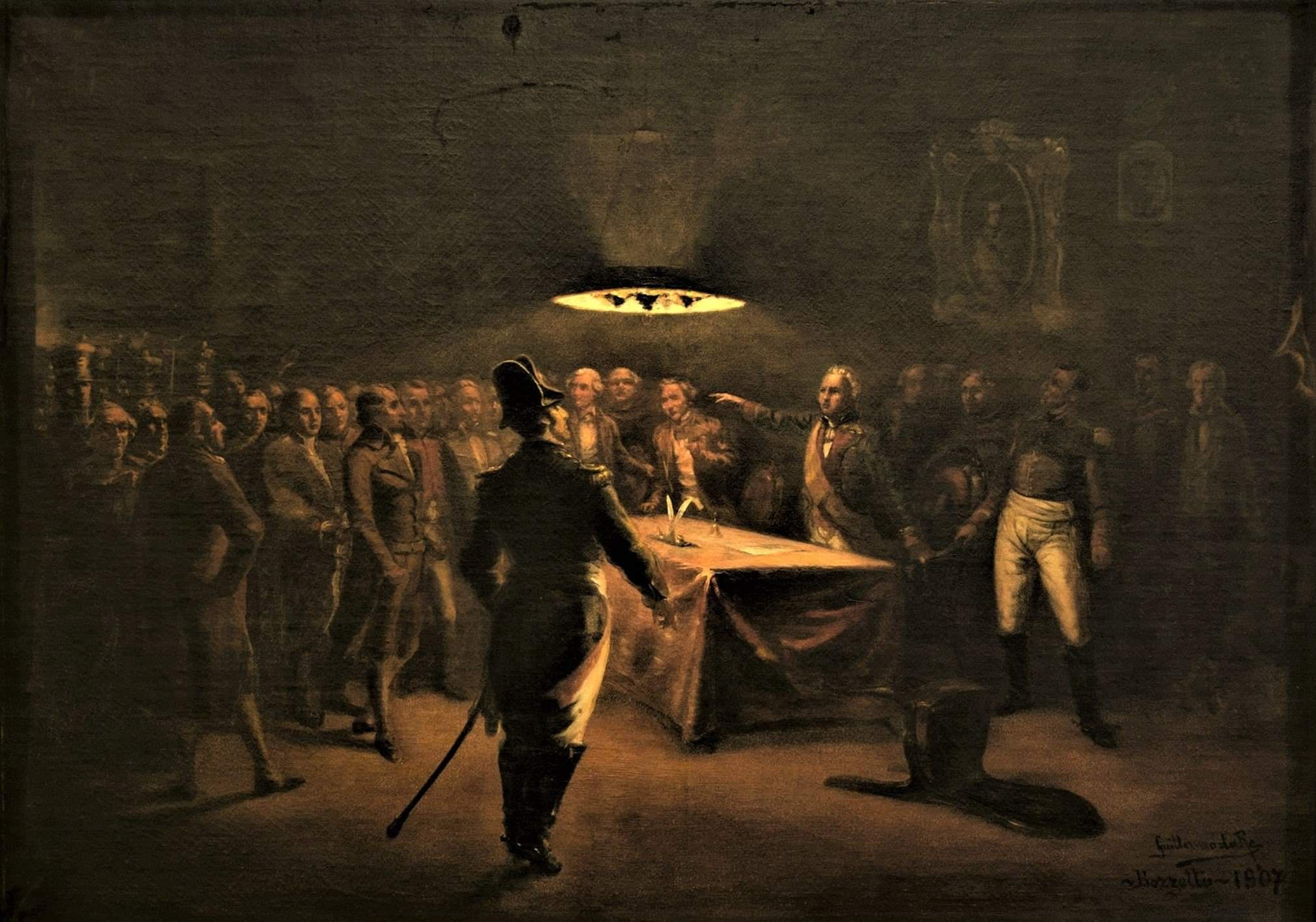
Guillermo Da Re y su polémico cuadro del 14 y 15 de Mayo de 1811 en Asunción.

El gran óleo titulado 14 y 15 de mayo de 1811 es un símbolo artístico que representa la Independencia del Paraguay. Histórico y controversial, el cuadro pintado por Guillermo Da Re está a la vista del público en el Museo Nacional de Bellas Artes. 
A su alrededor se han generado diversas controversias, existiendo en Paraguay cuestionamientos históricos. Una controversia es la producida con la similitud de la obra con otra realizada por el mismo autor para representar la independencia de la República Argentina, en mayo de 1810. Según los entendidos ambos cuadros son versiones distintas con los mismos elementos. 
Además, el contenido de la obra aparece, desde 1943, en el dorso de los billetes de diez mil guaraníes y existió durante el Bicentenario Paraguayo (año 2011) una corriente que pretendía cambiar la imagen por considerarla errada. En la argumentación se sostenía que la real proclamación de la República del Paraguay se dio en el Congreso del año 1813. Por ello, la afirmación de que el cuadro de Da Re representa la proclamación de la República debería ser desechada. La propuesta tenía la intención de reemplazar la imagen de Da Re por otra del pintor paraguayo Jaime Bestard, que, según las fundamentaciones, «es el ícono que realmente representa el momento de nuestra gesta libertaria».
Al parecer, la propuesta no tuvo ecos favorables, y el óleo pintado en 1907 sigue como símbolo de la independencia de la República del Paraguay.
En el Museo Nacional de Bellas Artes, de Asunción, Paraguay existían, diez obras de Guillermo Da Re. Juan Silvano Godoy —gran coleccionista de arte y fundador del actual Museo Nacional de Bellas Artes— conoció en Buenos Aires, donde residía exiliado, al pintor Guillermo Da Re, con quien entabló una grata amistad y logró que el italiano viniera a Asunción para pintar los maravillosos cuadros que simbolizan parte de la historia del Paraguay. Ese legado artístico debe ser conocido y valorado por la ciudadanía toda.

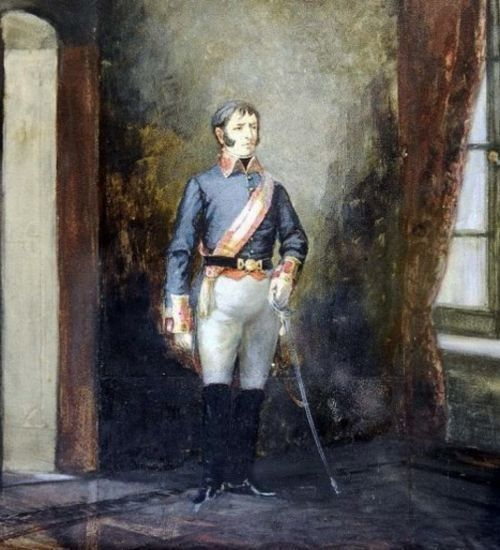
El gobernador español en Asunción, Bernardo de Velazco.

Al respecto, el director general de Archivos, Bibliotecas y Museos Carlos Colombino, señala que «en tiempos en que Hipólito Sánchez Quell ocupó la dirección del Museo de Bellas Artes, con muy mal tino, se repartieron los cuadros a diversas instituciones públicas, y varios de ellos no se sabe dónde fueron a parar. Señalando la intención ir recuperando las obras pertenecientes al Museo Nacional de Bellas Artes».
Avelino Rodríguez Elías, crítico de arte español y cónsul del Paraguay en Vigo (España), destacó especialmente las diez obras de Da Re que encontró durante su visita al Museo de Bellas Artes de Asunción, en 1939. Describe que las pinturas existentes en el Museo Nacional de Bellas Artes de Asunción, antes de su traslado, eran: Traslado de los restos del General Díaz de Paso Pucú a Humaitá (óleo de gran tamaño), Retrato del Mariscal López al asumir la Presidencia del Paraguay (óleo); El Mariscal López, acompañado del General Díaz, pasa revista a su ejército en Paso Pucú, la víspera de la batalla campal de Tuyutí (óleo); El general revisa la quema de cadáveres después de Curupayty (óleo), La Revolución del 26 de julio de 1890 en Buenos Aires (óleo), Plaza de San Marcos de Venecia en el siglo XV (óleo), Boceto para la intimación a Velasco (óleo), Retrato de la señora Angelina López Maíz viuda de Audivert (al lápiz tomada del natural), Retrato del General Díaz (al lápiz de una fotografía original), otro retrato del General Díaz (tamaño natural, también al lápiz). 
Algunos de esos cuadros estarían distribuidos en reparticiones públicas. Un retrato al lápiz del general José Eduvigis Díaz se encuentra en el Museo de la Policía Nacional, pero existen sospechas de que el original fue reemplazado por una simple fotocopia láser.

## Regreso a Europa
Guillermo Da Re regresó a Italia, adonde continuó trabajando en los bocetos históricos sobre la revolución argentina de mayo de 1810, como lo demuestra una carta que escribió a Carranza desde Milán, diciéndole sobre el Juramento de la Primera Junta, que pensaba que era un cuadro eminentemente histórico, siendo el cuadro “…que con más singular empeño estoy pintando, dedicándome completamente sin medir tiempo ni esfuerzo ni trabajo para no desmentir el interés que Ud. siempre se ha tomado y ha preferido y que me ha honrado, eligiéndolo para adornar el museo… La historia argentina me atrae y me interesa pues le dediqué más que mitad de mi vida, porque he vivido en la Argentina y porque es la patria de mi hijo…”
Sobre Guillermo Da Re, señala el crítico español Avelino Rodríguez Elías que fue premiado con medalla de oro en la Exposición Internacional de Nápoles, en 1913. Afirmando: “Pintor que tan alta recompensa obtuvo en una exposición internacional, forzosamente debía ser un artista de mérito.”
En el catálogo de la Casa Gregory’s, de Bolonia, Italia, que posee exposición y venta de pinturas, esculturas y objetos de arte, se encontraba a la venta en el año 2015, en el Lote Nº 191, un cuadro de Guglielmo (Guillermo) Da Re, denominado “Ritorno dal fronte” (Regreso del frente, en español), que inobjetablemente muestra un grupo de soldados regresando del frente de batalla de la Primera Guerra Mundial, lo cual daría a entender que murió después de esos hechos, y con toda probabilidad en Italia. Actualmente, la fecha y lugar de su muerte son desconocidos.